# Атретическое тело

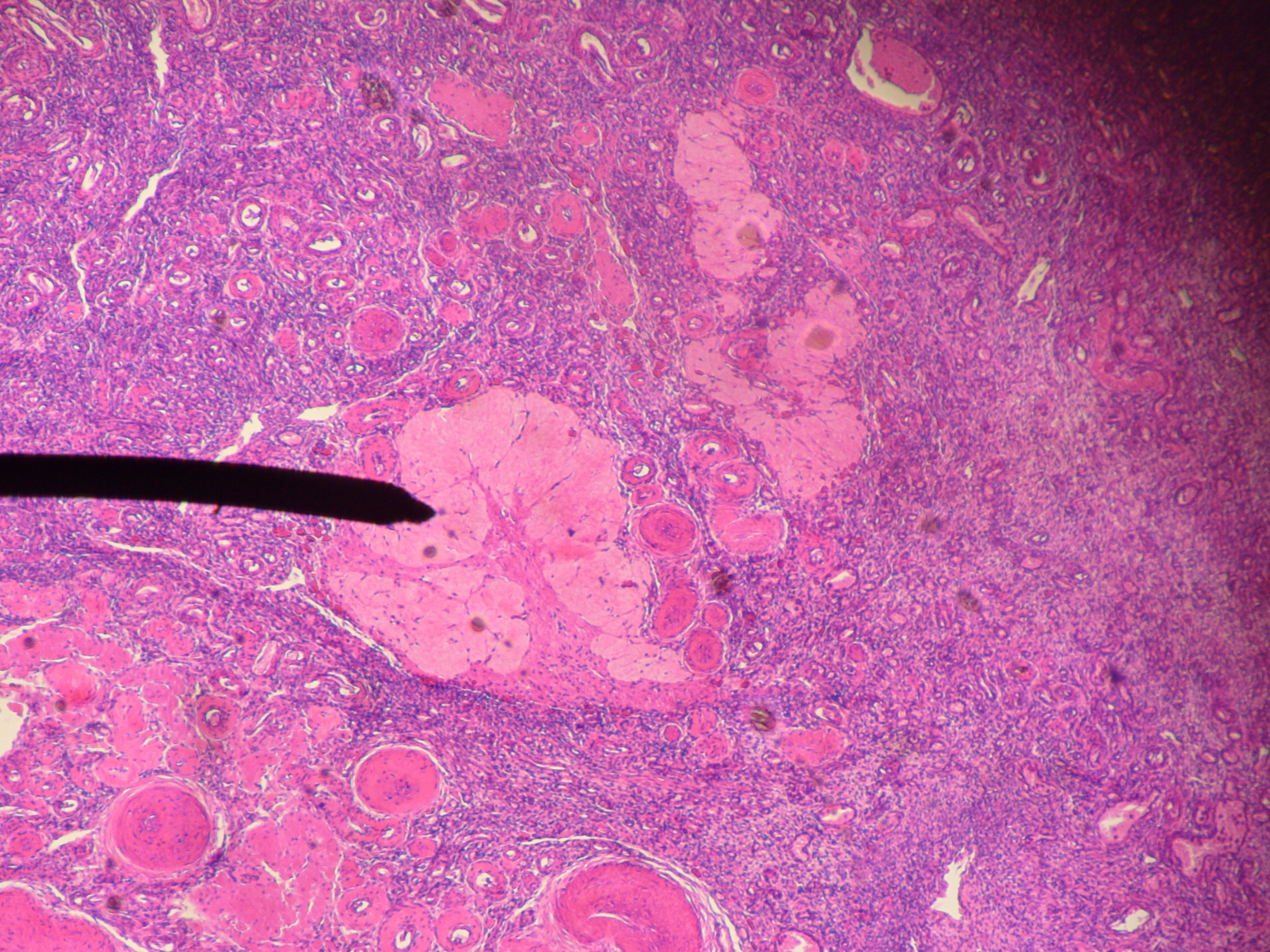
Атретическое тело человека

Атретическое тело (лат. corpus atreticum) — временная эндокринная железа в составе яичника.
- Источники развития: первичные, вторичные и третичные фолликулы.
- Строение: 1) погибший овоцит первого порядка, 2) остатки блестящей оболочки, 3) остатки фолликулярного эпителия лучистого венца, 4) гипертрофированные интерстициальные клетки (текациты).
- Функции: уничтожение мутировавших овоцитов, предупреждение многоплодия, эндокринная (андрогены, эстрогены), регуляция циклических и возрастных инволюций молочной железы.